# Sayed Jaffer
Sayed Mohammed Jaffer (arabe : محمد جعفر), né le 25 août 1985 à Bahreïn, est un footballeur international  bahreïnien, qui évolue au poste de gardien de but.

## Biographie

### Carrière en club
Avec le club d'Al Muharraq, il remporte une Coupe du golfe des clubs champions et une Coupe de l'AFC.

### Carrière en sélection
Il reçoit sa première sélection l'équipe de Bahreïn lors de l'année 2004. 
Il figure dans le groupe des sélectionnés lors des Coupes d'Asie des nations de 2004 et de 2015.

## Palmarès
Al Muharraq
| - Championnat de Bahreïn (4) : - Champion : 2006-07, 2007-08, 2008-09 et 2010-11. - Coupe de Bahreïn (4) : - Vainqueur : 2008, 2009, 2011 et 2012. |  | - Coupe du golfe des clubs champions (1) : - Vainqueur : 2012. - Coupe de l'AFC (1) : - Vainqueur : 2008. |